# リッカルド・モントリーヴォ
リッカルド・モントリーヴォ（Riccardo Montolivo、 1985年1月18日 - ）はイタリア・カラヴァッジョ出身の元プロサッカー選手。元イタリア代表。現役時代のポジションはミッドフィールダー。

## 概要
アタランタBC下部組織出身のイタリア人選手。技巧的なプレースタイルから、ジャンカルロ・アントニョーニやルイ・コスタなどのファンタジスタと比較される。20歳から在籍していたACFフィオレンティーナでは2010年よりキャプテンを務め、バンディエラ候補に挙げられていた。。各アンダー世代のイタリア代表にも招集されており中心選手の1人として活躍した。2007年10月7日に所属クラブでの活躍が認められフル代表に招集、このシーズンのセリエA最優秀若手賞（オスカル・デル・カルチョ）に選ばれている。

## 経歴

### クラブ

#### ユース時代
アタランタBCの下部組織でサッカーの基礎を学ぶ。アッリエーヴィ（17歳以下が所属するカテゴリ）在籍時の2002年にはジャンパオロ・パッツィーニ、ミケーレ・カニーニらと共にカンピオナート・アッリエーヴィ・ナツィオナーリに優勝する。また17歳時には飛び級でプリマヴェーラ（主に18歳～20歳以下が所属するカテゴリ）にも所属し、当時からその才能は注目を集めていた。

#### アタランタ
2003-04シーズンに、当時セリエBに所属していたアタランタにおいて、18歳でプロデビューを果たす。41試合に出場、4得点を挙げ18歳にしながらチームの主力選手として活躍している。同シーズンを5位で終えたが、セリエAの登録クラブが20チームに増えたことで、クラブはセリエAに昇格する。昇格後2004年9月12日に行われた対レッチェ戦において19歳でセリエAデビューを果たす。しかしチームは2004-2005シーズンを最下位で終えクラブはセリエA残留を果たせなかった。これは当時のチーム事情が原因であり、モントリーヴォが責任を問われることはなかった。19歳にしながら32試合出場3得点と、トップリーグデビュー1年目からレギュラーとして活躍したモントリーヴォの評価は高く、彼のポテンシャルに多くのクラブが注目することになった。

#### フィオレンティーナ
アタランタがセリエBに降格したことを受け、2005年8月1日に当時若手選手主体のチーム作りに移行していたACFフィオレンティーナに移籍。保有権の一部を350万ユーロでアタランタ側が譲渡する形であった。移籍当初はレギュラーポジションをつかめず、途中交代での出場がほとんどであった。アタランタ時代を含め代表でもサブであった事がなかったため相当戸惑ったようだが、本人にとっては、「この経験が成長を促すことになった」と後に語っている。移籍初年度の2005-06シーズンは20試合に出場、1得点を挙げるに留まった。一方、U-21イタリア代表では、U-21欧州選手権2007予選プレーオフのスペイン戦においてアクロバティックなボレーシュートで勝ち越しゴールを奪うなど、予選チーム内得点王（3得点）として本大会出場に貢献した。この活躍を受け、フィオレンティーナはシーズン終了後に残りの保有権を200万ユーロで買い取ることを決定する。
2006-07シーズン途中にマルコ・ドナデルが怪我により離脱すると、そのポジションを引き継ぎクオリティーの高いプレーを披露した。守備面で成長することによってレギュラーポジションを確固たるものにし、同タイプのファビオ・リヴェラーニとの同時出場を疑問視するマスコミに対し1つの答えを提示した。
2007-08シーズン開幕前にはチェーザレ・プランデッリ監督が、インタビューにおいてモントリーヴォをレギュラーで起用する事を公言していた。シーズンが始まるとリーグ34試合、UEFA杯11試合に出場、出場時間数はチーム1位となり、フィオレンティーナの中心選手へと成長を果たした。リーグ前半戦こそ好不調の波があったが、後半戦に入ると攻守に絡む効果的なプレーで貢献、リーグ戦ではクラブをUEFAチャンピオンズリーグ出場権が得られるリーグ4位、UEFA杯では準決勝まで導いた。これらの活躍から2007年10月には、セリエA最優秀若手賞（オスカル・デル・カルチョ）に選ばる。
オフシーズン中の代表合宿や来日、オリンピックへの出場等のハードなスケジュールにより他のチームメイトよりも調整が遅れ、2008-09シーズンは開幕後しばらくは低調なパフォーマンスを続けた。しかしプランデッリ監督からの信頼は厚くレギュラーとして試合を重ね、UEFAチャンピオンズリーグのデビューも飾った。冬頃には徐々に本来のプレーを取り戻していき、2008年11月22日のウディネーゼ戦では自身セリエAでは初のドッピエッタを記録した。2点先制されてからのパフォーマンスはまさにファンタジスタと呼ぶに相応しく1人で試合を一変させている。2009年1月17日、24歳の誕生日の前日にサン・シーロで行われた対ACミラン戦では、23歳にしてキャプテンマークを初めて巻いた。

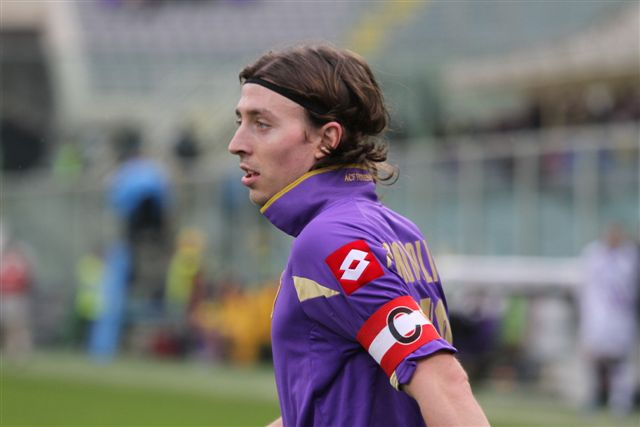
フィオレンティーナでキャプテンを務めるモントリーヴォ

2009-10シーズンは開幕からレギュラーとして活躍した。2009年11月4日に行われた対デブレツェニVSC戦においてチャンピオンズリーグでの初得点を記録した。2010年1月15日には、フィオレンティーナでキャプテンを務めていたダリオ・ダイネッリが移籍し、2月1日にはその後キャプテンに任命されたマルティン・ヨルゲンセンが同じく移籍したことにともない、25歳にして正式に同クラブのキャプテンとなった。このシーズンはリーグ戦36試合、欧州カップ戦9試合、国内カップ戦3試合と計48試合もの試合に出場した。また、リーグ戦ではパス数はアンドレア・ピルロの2511本に次ぐ2143本でリーグ2位、インターセプト数はインテルのディフェンダーであるルシオの137回に次ぐ125回でリーグ2位と、数字上でも攻守でリーグ屈指のセンターハーフとして充実したシーズンを送った。
2011-12シーズン開幕前に、契約延長を拒否し、ACミランやインテル、ユヴェントスFC、バイエルン・ミュンヘンといった国内外のクラブから注目を集めたが、結局残留。また、このシーズンよりキャプテンの座をアレッサンドロ・ガンベリーニに譲った。

#### ミラン
2012年5月17日、ACミランのマッシミリアーノ・アッレグリ監督がシーズン終了後にフリーでのモントリーヴォ獲得が内定していると明らかにした。その後ミランが公式にASナンシーのバカイェ・トラオレとともにモントリーヴォの獲得を発表した。契約は2016年6月までとなる。
2013年6月11日、退団が決定したマッシモ・アンブロジーニの代役として、ミランの主将に就任した。 2017-18シーズンからは新加入のレオナルド・ボヌッチに主将の座を譲ることになった。
2018-19シーズンは出場機会が全くなく、シーズン終了後に契約満了で退団した。その際に自身への待遇の悪さを理由にミランに不満をぶつけている。
2019年11月13日付で現役引退を表明した。

### 代表

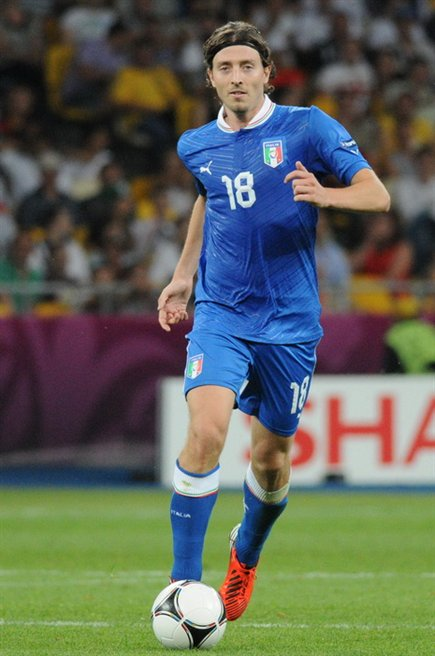
EURO2012イングランド戦のモントリーヴォ

アタランタ下部組織在籍時にU-15、U-18のイタリア代表に招集された。2004年からは飛び級でU-21イタリア代表に招集され、U-21欧州選手権2007予選プレーオフのスペイン戦においてアクロバティックなボレーシュートで勝ち越しゴールを奪うなど、予選チーム内得点王（3得点）として本大会出場に貢献した。2007年夏に本戦であるU-21欧州選手権2007に中心選手の1人として出場したが、グループリーグで敗退した。
2007年10月17日の南アフリカ共和国との親善試合でフル代表デビュー。2008年にはシーズン中のクラブでの活躍からEURO2008のイタリア代表の最終候補にチーム最年少で選出された（最終的にはメンバーから漏れる）。また、U-23代表として北京オリンピックに出場。4試合すべてにフル出場（1得点）したが、チームはベスト8で敗れメダル獲得はならなかった。
2008-2009シーズンのクラブでは好調なパフォーマンスを示したが、その一方で代表では存在感を示すことができていなかったが、マルチェロ・リッピはモントリーヴォをFIFAコンフェデレーションズカップ2009の代表メンバーとして選出した。クラブでのUEFAチャンピオンズリーグなどの活躍から、2010年6月2日に2010 FIFAワールドカップの代表メンバーに選ばれた。ワールドカップでは全3試合に出場したが、イタリアは一勝もできず、グループリーグで敗退した。2011年8月10日のスペインとの親善試合では代表初得点を挙げた。
EURO2012では4試合でプレー、準決勝のドイツ戦ではバロテッリのゴールをアシストし、ファイナル進出に貢献した。
。
2014 FIFAワールドカップブラジル大会のメンバー候補30人に含まれたが、怪我の為、本大会メンバーからは落選した。またEURO2016でも代表候補30人に名を連ねたが、またしても怪我の為、本大会メンバーから外れた 。

## プレースタイル
足裏を使った巧みなボール捌きが特徴であり、中盤でのボールキープや、精度が高く機知に富んだ長短のパスで試合にアクセントが付けられる選手である。また、フィジカルや持久力の面においても優れたプレーヤーであることから、ファンタジスタとしての特性とアスリートとしての資質を併せ持つ現代的なミッドフィールダーでもある。モントリーヴォが2006年以降にセリエA屈指のプレーヤーと評価されるのは、フリーでスペースに走り込む動き、クサビのパスやスルーパスなどを使って攻撃を縦に加速させる戦術眼など、実戦面でのプレー内容が成長したことによる。懸念されていた守備力も、チェーザレ・プランデッリ監督の指導により、質だけでなく量でも貢献できるようになった。

## ポジション
アタランタ所属時はトレクァルティスタの選手として育てられてきたが、フォワード的な資質に乏しいことや、後方からのオフザボールの動きや、ドリブルで攻め上がるという本来の持ち味を出せないため、フィオレンティーナに移籍後は徐々にポジションを下げる。こういった経歴や前述のようなプレースタイルから、アンドレア・ピルロの後継者と呼ぶ声もあった。しかし本人はピルロを手本としているとしながらも、スティーヴン・ジェラードやダニエレ・デ・ロッシといった、よりプレーエリアの広いオールマイティな選手を目指していると話す。

## エピソード
- 母親がドイツ人であることからドイツのパスポートも所有しており[24]、完璧なドイツ語を話すことができる。2008年のACキエーヴォ・ヴェローナ戦でのセットプレーの際には、相手選手が審判に抗議するなかでズドラフコ・クズマノヴィッチがドイツ語で「すぐここに出してくれ」と叫んだの聞き、他の味方と相手選手の意表をつく早いリスタートで得点を演出した。母方の祖父母はドイツ北部に位置するキールに居住している[32]。
- イタリアのサッカー選手としては珍しく、無神論者であると公言している[33]。
- フィオレンティーナやミランにおいてチームメイトとしてプレイし、アタランタ下部組織や各世代の代表でも同僚であるジャンパオロ・パッツィーニと公私ともに仲が良いことで知られる[34]。コンビとして彼等の姓を繋げたパッツォリーヴォ（PazzOlivo）とも呼ばれる[34]。パッツィーニとモントリーヴォは背格好が似ていることから、フィオレンティーナのオフィシャルホームページやナイキのCMにおいて、実は同一人物なのではないかというパロディネタにもされていた[35]。
- フィレンツェを家のように感じており[16]、それはフィレンツェ出身でフィオレンティーナのファンであるモデルのクリスティーナ・デ・ピンと交際していることも影響していると本人は話している[11]。
- 9歳のころにはミランのジュニアチーム入りが決まっており、ほぼ加入しかけていたが、モントリーヴォの父親が留まらせることを決めた[31][36]。
- 足裏を使ったテクニックを得意としており、下部組織時代はティフォージからジネディーヌ・ジダンに例えられた。本人は光栄だとしながらも、プレースタイルの違いを指摘している[14]。

## 個人成績
| 国内大会個人成績 | 国内大会個人成績   | 国内大会個人成績 | 国内大会個人成績   | 国内大会個人成績 | 国内大会個人成績 | 国内大会個人成績 | 国内大会個人成績 | 国内大会個人成績 | 国内大会個人成績 | 国内大会個人成績 | 国内大会個人成績 |
| 年度             | クラブ             | 背番号           | リーグ             | リーグ戦         | リーグ戦         | リーグ杯         | リーグ杯         | オープン杯       | オープン杯       | 期間通算         | 期間通算         |
| 年度             | クラブ             | 背番号           | リーグ             | 出場             | 得点             | 出場             | 得点             | 出場             | 得点             | 出場             | 得点             |
| イタリア         | イタリア           | イタリア         | イタリア           | リーグ戦         | リーグ戦         | イタリア杯       | イタリア杯       | オープン杯       | オープン杯       | 期間通算         | 期間通算         |
| ---------------- | ------------------ | ---------------- | ------------------ | ---------------- | ---------------- | ---------------- | ---------------- | ---------------- | ---------------- | ---------------- | ---------------- |
| 2003-04          | アタランタ         | 18               | セリエB            | 41               | 4                | 1                | 0                | 0                | 0                | 42               | 4                |
| 2004-05          | アタランタ         | 18               | セリエA            | 32               | 3                | 6                | 0                | 0                | 0                | 38               | 3                |
| 2005-06          | アタランタ         | 18               | セリエB            | 0                | 0                | 2                | 0                | 0                | 0                | 2                | 0                |
| 2005-06          | フィオレンティーナ | 18               | セリエA            | 20               | 1                | 2                | 0                | 0                | 0                | 22               | 1                |
| 2006-07          | フィオレンティーナ | 18               | セリエA            | 36               | 2                | 0                | 0                | 0                | 0                | 36               | 2                |
| 2007-08          | フィオレンティーナ | 18               | セリエA            | 34               | 2                | 2                | 0                | 11               | 1                | 47               | 3                |
| 2008-09          | フィオレンティーナ | 18               | セリエA            | 34               | 4                | 0                | 0                | 8                | 0                | 42               | 4                |
| 2009-10          | フィオレンティーナ | 18               | セリエA            | 36               | 2                | 4                | 0                | 10               | 1                | 50               | 3                |
| 2010-11          | フィオレンティーナ | 18               | セリエA            | 29               | 2                | 0                | 0                | 0                | 0                | 29               | 2                |
| 2011-12          | フィオレンティーナ | 18               | セリエA            | 30               | 4                | 3                | 0                | 0                | 0                | 33               | 4                |
| 2012-13          | ACミラン           | 18               | セリエA            | 32               | 4                | 1                | 0                | 6                | 0                | 39               | 4                |
| 2013-14          | ACミラン           | 18               | セリエA            | 29               | 3                | 1                | 0                | 7                | 0                | 37               | 3                |
| 2014-15          | ACミラン           | 18               | セリエA            | 10               | 0                | 2                | 0                | -                | -                | 12               | 0                |
| 2015-16          | ACミラン           | 18               | セリエA            | 31               | 0                | 4                | 0                | -                | -                | 35               | 0                |
| 2016-17          | ACミラン           | 18               | セリエA            | 9                | 0                | 0                | 0                | -                | -                | 8                | 0                |
| 2017-18          | ACミラン           | 18               | セリエA            | 18               | 1                | 3                | 0                | 5                | 2                | 26               | 3                |
| 2018-19          | ACミラン           | 18               | セリエA            | 0                | 0                | 0                | 0                | 0                | 0                | 0                | 0                |
| 通算             | イタリア           | イタリア         | アタランタ         | 73               | 7                | 9                | 0                | 0                | 0                | 82               | 7                |
| 通算             | イタリア           | イタリア         | フィオレンティーナ | 219              | 17               | 11               | 0                | 29               | 2                | 259              | 19               |
| 通算             | イタリア           | イタリア         | ACミラン           | 129              | 8                | 10               | 0                | 18               | 2                | 158              | 10               |
| 総通算           | 総通算             | 総通算           | 総通算             | 421              | 32               | 30               | 0                | 47               | 4                | 499              | 36               |

- 2004年9月12日 - セリエA初出場 - レッチェ戦（スタディオ・アトレティ・アズーリ・ディターリア）
- 2007年10月17日 - A代表初出場（国際親善試合） - 南アフリカ代表戦（スタディオ・アルテミオ・フランキ＝モンテパスキ・アレーナ）

## 代表歴

### 出場大会
- イタリア代表
  - 2010 FIFAワールドカップ

### 試合数
- 国際Aマッチ 66試合 2得点（2007年-2017年）[37]

| イタリア代表 | 国際Aマッチ | 国際Aマッチ |
| 年           | 出場        | 得点        |
| ------------ | ----------- | ----------- |
| 2007         | 1           | 0           |
| 2008         | 2           | 0           |
| 2009         | 8           | 0           |
| 2010         | 8           | 0           |
| 2011         | 12          | 1           |
| 2012         | 9           | 1           |
| 2013         | 16          | 0           |
| 2014         | 2           | 0           |
| 2015         | 3           | 0           |
| 2016         | 3           | 0           |
| 2017         | 2           | 0           |
| 通算         | 66          | 2           |

## タイトル
クラブ
ACミラン
- スーペルコッパ・イタリアーナ 2016

個人
- オスカル・デル・カルチョ 最優秀若手賞 2007

## TV・CM出演
- NIKE 「Total 90」